# Karim Zaz
Pour les articles homonymes, voir Zaz.
Karim Zaz, né le 2 décembre 1965 à Meknès, est un entrepreneur et dirigeant du secteur des télécommunications et des technologies de l’information. Il est de double nationalité marocaine et française.
Il a été notamment PDG de l’opérateur de télécommunications Wana Corporate, devenu Inwi, dont il est le fondateur.

## Biographie

### Formation et débuts professionnels
Né de père marocain et de mère bretonne, Karim Zaz étudie à l'École polytechnique,,. Il choisit de se spécialiser en télécommunications en rejoignant l’École nationale supérieure des télécommunications (ENST, devenue Télécom Paris,,) et intègre le Corps des télécoms en France, plus tard fusionné avec le Corps des mines. En tant que membre du Corps des télécoms, il passe les cinq premières années de sa carrière au service de l’État, comme chef de projets de télécommunications au Ministère de l'Intérieur en France, en relation avec la Société internationale de télécommunication aéronautique (SITA).
En 1994, il devient directeur de la promotion de l'emploi de l’Office de la formation professionnelle et de la promotion du travail.

### Carrière professionnelle

#### Wana Corporate
En mars 1999, Nicolas Dufourcq est directeur du fournisseur d'accès à Internet français Wanadoo, ancienne division Internet et Multimédia de France Télécom. Lui et Karim Zaz s'associent et Wanadoo paie Karim Zaz pour fonder une filiale au Maroc,.
Il crée Wana Corporate, qui héberge donc le site internet au Maroc,.
En juillet 2004, l'entreprise, renommée Maroc Connect, devient indépendante de Wanadoo. Karim Zaz obtient une licence d'autorisation pour mettre en place une activité de téléphonie fixe au Maroc. Il est en concurrence avec Maroc Telecom et Méditel (devenu Orange Maroc), titulaires des deux autres licences.
Sept ans après la création de l'entreprise, elle devient le second fournisseur d'accès à Internet du pays, avec 12 000 abonnés. 
En 2005, le groupe ONA, holding marocain dont le principal actionnaire est le royaume du Maroc remplace France Télécom au capital de l'entreprise, et investit 40 millions d'euros dans la société fondée par Karim Zaz. L'entreprise est renommée Inwi en 2006.
En mars 2009, après l'entrée au capital de l'entreprise de nouveaux investisseurs, Karim Zaz quitte Wana Corporate. Un nouveau directeur général, Mohammed Lamrani, est recruté.

#### Promotion du micro-crédit
En 2007, Karim Zaz est l'un des investisseurs franco-marocains derrière la Fondation Zakoura Micro Crédit, présidée par Noureddine Ayouch : le gouvernement marocain, le conseiller du Roi André Azoulay, ainsi que des hommes d'affaires marocains, appuyés par des investisseur publics français (CDC, Agence française de développement) et des hommes d'influence comme Jacques Attali (PlaNet Finance), cherchent à développer le micro-crédit au Maroc.

#### Kenza Mall
Après avoir quitté la présidence d'Inwi, Karim Zaz crée une plateforme de commerce en ligne, « Kenza Mall », alors que le marché marocain est peu développé.

#### Problèmes judiciaires
Après avoir purgé une peine de cinq années à la prison de Oukacha à Casablanca alors que la Justice l'a condamné pour « constitution de bande criminelle, détournement de trafic téléphoniques international, faux et usage de faux, de blanchiment d'argent et abus de confiance », l'opérateur Wana engage, en 2024, une nouvelle procédure à son encontre et dix autres personnes et réclame 100 millions de dirhams. Il lui est reproché des transferts bancaires vers des comptes personnels au Crédit suisse à Gibraltar.